# Marcus Flaccinius Marcellus
Marcus Flaccinius Marcellus war ein im 3. Jahrhundert n. Chr. lebender Angehöriger des römischen Ritterstandes (Eques).
Durch eine Inschrift auf einem Altar, der beim Kastell Brocolitia gefunden wurde und der in das erste Drittel des 3. Jhd. datiert wird, ist belegt, dass Marcellus Präfekt der Cohors I Batavorum war, die zu diesem Zeitpunkt in der Provinz Britannia stationiert war.